# Теренций Страбон Еруций Хомул
Теренций Страбон Еруций Хомул (на латински: Terentius Strabo Erucius Homullus) e сенатор на Римската империя през 1 век.
Той е суфектконсул през 83 г. заедно с Луций Тетий Юлиан.